# Bodendorf (Haldensleben)
Bodendorf ist ein Ortsteil von Haldensleben im Landkreis Börde in Sachsen-Anhalt. Er geht auf den gleichnamigen Gutsbezirk zurück.

## Geschichte
Münzfunde auf dem Schlossgelände aus der Zeit des byzantinischen Kaisers Anastasius (491–518) deuten auf alte Handelswege hin. Eine frühe Erwähnung geht auf das Jahr 995 zurück. Urkunden aus dem 12. u. 13. Jh. bezeugen, dass hier ein Castrum existierte. Die beiden Bodendorfer Stauteiche, der Schlossteich und der Mühlenteich, deuten möglicherweise auf eine Klostersiedlung hin.
1226 wird Luthard II. von Meinersen als Grundbesitzer in Bodendorf erwähnt. 1238 bestätigt Graf Siegfried von Altenhausen dem Abt Gerhard vom Kloster St. Ludgeri bei Helmstedt Ländereien bei „Bodendorp iuxta Aldenhusen“ als zu Lehen empfangenes Land.
Nach Bodendorf war auch ein Herrengeschlecht benannt. 1276 wird Ritter Conrad de Bodendorp, 1293 Hinricus de Bodendorp, 1418 Heinrich und Hans von Bodendorf, und 1684 ein weiterer Hans von Bodendorf erwähnt.
Nachdem das Dorf Bodendorf gegen Mitte des 15. Jahrhunderts wüst gefallenen war, kam seine Feldmark 1485 als Belehnung durch den Erzbischof Ernst von Magdeburg an das Geschlecht der Herren von der Schulenburg. Matthias III. von der Schulenburg (1488–1542), Sohn von Bernhard XI. von der Schulenburg, legte um 1530 ein Vorwerk an. Im Schloss erinnern erhalten gebliebene massive Holzdecken, Kellergewölbe und der Sockel eines Treppenturms an diese Zeit. Das Gebäude war damals wahrscheinlich nur 20 × 6 Meter groß, zweistöckig, mit einem Treppenturm auf der Parkseite und bildete zusammen mit dem heute noch dorfseitig angrenzenden Gemäuer eine typische Verteidigungsanlage der Zeit. Matthias III. zog nebst zwei Söhnen in den Türkenfeldzug und kam 1542 in Ungarn ums Leben. Bodendorf ging dann auf Daniel I. (1538–1594), den jüngeren Sohn aus seiner zweiten Ehe mit Anna von Wenckstern aus dem Hause Lenzerwische, über.
Mit dem Tod von Daniel I. von der Schulenburg 1594 erbten seine beiden Söhne, Matthias V. (1578–1656) und Henning III. (1587–1637). In der 1610 erfolgten Erbteilung bekam Matthias V. unter anderem das Schloss Altenhausen, zu dem damals auch die Güter Bodendorf und Emden gehörten. Nach den durch den Dreißigjährigen Krieg erlittenen Schäden wurde das Gut Bodendorf erst ab 1658 wieder bewirtschaftet und neu aufgebaut. Das erfolgte durch Alexander III. von der Schulenburg (1616–1681), der das Gut von seinem inzwischen verstorbenen Vater Matthias V. übernommen hatte. Nachdem sein ältester Bruder Daniel III. 1660 verstorben war, erwarb er von seinem jüngsten Bruder Gustav Adolf dessen Anteil am Gut Altenhausen, so dass das Gut Altenhausen mit Bodendorf nun in einer Hand war.

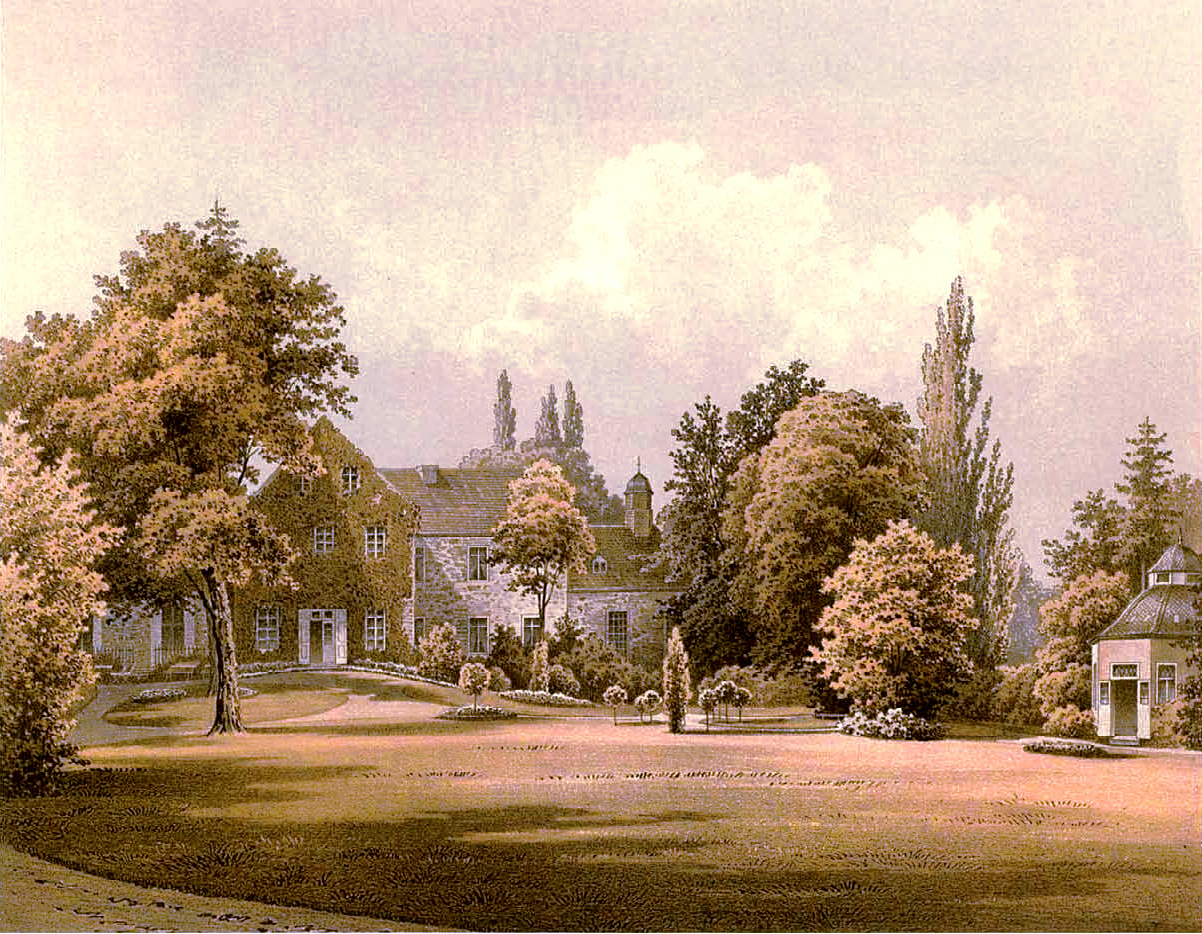
Schloss Bodendorf, Sammlung Duncker, 1857/83

Aus dem Erbe des 1681 verstorbenen Alexander III. erhielt sein jüngster Sohn aus der ersten Ehe von Alexander III. mit Adelheid Agnes geb. von Alvensleben aus dem Hause Hundisburg, Daniel Ludolf (1667–1741), das Gut Bodendorf. Daniel Ludolf von der Schulenburg ließ sich nach seinem Studium und einer kurzen Dienstzeit am braunschweigischen Hof in Bodendorf nieder, wo er um 1698 das bisherige Altenhäuser Vorwerk erweiterte und daraus um 1700 ein selbstständiges Rittergut schuf. Er ließ das heutige Schloss aus rotem Bruchstein erbauen und 1709 die Schlosskapelle. Nach einem Konflikt mit der preußischen Regierung verließ er Preußen. 1742 verpfändeten seine vier Söhne, Karl, Gebhard, Matthias VI. und Friedrich Wilhelm III. das Gut Bodendorf an Friedrich Wilhelm II., einen Sohn ihres Onkels Alexander IV. von der Schulenburg.
1764 löste Friedrich Wilhelm III. von der Schulenburg (1714–1794) das Gut Bodendorf wieder ein, nahm seinen Abschied vom Militärdienst und ließ sich als Gutsherr auf Bodendorf nieder, wo er das Herrenhaus erweiterte. In zweiter Ehe heiratete er 1766 Ernestine von Alvensleben. Sein einziger Sohn, Gebhard Friedrich Alexander (1768–1790), verstarb bereits vor ihm.
Nach dem Tod von Friedrich Wilhelm III. von der Schulenburg im Jahre 1794 ging das Gut Bodendorf an die drei Söhne seines Vetters Alexander Jakob (1710–1775) über, Philipp Ernst Alexander, August Karl Jakob und Leopold Christian Wilhelm Johann. Das Gut Bodendorf gelangte an den jüngsten Sohn, Leopold von der Schulenburg (1769–1826). Er war seit 1791 mit Marie Christine Ernestine Philippine d’Orville von Löwenclau (1774–1826) verheiratet, und baute um 1800 das Schloss Bodendorf zur jetzigen Gestalt um. Im Inneren sind die Salons wie ein Zeltlager als Enfilade gestaltet.
1826 verstarb Leopold von der Schulenburg, und das Gut Bodendorf fiel durch Losentscheid seinem dritten Sohn, Theodor Friedrich August (1801–1845), zu. Graf Theodor Friedrich August von der Schulenburg schied aus dem Militärdienst aus und übernahm die Bewirtschaftung des Gutes Bodendorf. Nach dem frühen Tod von Graf Theodor Friedrich August von der Schulenburg, der ehelos geblieben war, übernahm im Jahre 1845 sein jüngster Bruder, Leopold Matthias Alexander Jakob (1815–1902), das Gut Bodendorf. Auch Graf Leopold Matthias Alexander Jakob von der Schulenburg nahm für die Bewirtschaftung des Gutes Bodendorf den Abschied vom Militärdienst. 1882 stiftete er das Gut Bodendorf als Fideikommiss.
Da der älteste Sohn von Graf Leopold Matthias Alexander Jakob von der Schulenburg, Leopold Karl Theodor Adolf Ludwig Matthias Alexander (1841–1900), der als Erbe für das Gut Bodendorf vorgesehen war, bereits vor seinem Vater verstarb, erbte dessen einziger Sohn, Leopold Rudolf Kurt (1877–1967), 1902 das Gut Bodendorf. Graf Leopold Rudolf Kurt von der Schulenburg war Leutnant in einem Dragoner-Regiment, ließ sich aber 1903 in die Reserve versetzen, um sich als zweiter Fideikommissherr auf dem Gut Bodendorf der Gutswirtschaft zu widmen.
Am 30. September 1928 wurde der Gutsbezirk Bodendorf in eine Landgemeinde umgewandelt. Da gemäß der Weimarer Verfassung Familienfideikommisse aufzulösen waren, erfolgte 1937 die Auflösung des Fideikommisses Bodendorf und die Umwandlung in einen Erbhof gemäß dem Reichserbhofgesetz. Im Dezember 1944 heiratete noch die mittlere Tochter von Leopold Rudolf Kurt Graf von der Schulenburg, Gabriele Gräfin von der Schulenburg, auf Gut Bodendorf.
Gegen Ende des Zweiten Weltkriegs besetzte im Frühjahr 1945 US-amerikanisches Militär das Gut Bodendorf, das im Juni 1945 von sowjetischen Truppen abgelöst wurde. Diese bezogen das Herrenhaus, die Familie von der Schulenburg musste in das Forsthaus umziehen. Im Rahmen der Bodenreform in der Sowjetischen Besatzungszone wurde Leopold Rudolf Kurt Graf von der Schulenburg 1946 entschädigungslos enteignet und mit seiner Familie aus Bodendorf ausgewiesen.
Leopold Rudolf Kurt Graf von der Schulenburg ließ sich mit seiner Ehefrau Gabriele geb. Freiin von Richthofen (1892–1973) noch 1946 in Garmisch-Partenkirchen nieder, wo beide bis zu ihrem Tod lebten. Mit dem Tod von Leopold Rudolf Kurt Graf von der Schulenburg im Jahre 1967 erlosch die Bodendorfer Stammlinie des Geschlechts von der Schulenburg im Mannesstamm, da aus der Ehe nur Töchter hervorgegangen waren. Als Erbin des Gutes Bodendorf war ihre jüngste Tochter Hadwig vorgesehen. Hadwig Gräfin von der Schulenburg erlernte noch Landwirtschaft, nahm nach der Enteignung des Gutes Bodendorf jedoch eine Tätigkeit am Bundesrechnungshof in Frankfurt am Main auf.
Der Grundbesitz des Gutes Bodendorf wurde 1946 an 14 Landarbeiterfamilien aufgeteilt, das Schloss Bodendorf wurde bis in die Wendezeit als Feierabendheim (Alters- und Pflegeheim) des Kreises Haldensleben mit rund 50 Plätzen genutzt. Auch eine Ausbildungsstätte für Lehrer wurde auf dem Gut Bodendorf eingerichtet. Am 1. Juli 1950 wurde Bodendorf in die Gemeinde Süplingen eingemeindet. 1952 erfolgte der Zusammenschluss der Bauern zur Landwirtschaftlichen Produktionsgenossenschaft Freie Erde, 1959 folgte die Fusion mit der Süplinger LPG.
Seit 1992 stand das Gut Bodendorf leer und wurde erst im März 2001, inzwischen stark sanierungsbedürftig, von Nachfahren der ehemaligen Besitzer vom Landkreis Ohrekreis zurückgekauft. Mit Auflösung der Gemeinde Süplingen kam der Ort Bodendorf am 1. Januar 2014 zur Stadt Haldensleben.
Die Bodendorfer Gutsanlage ist auch heute noch teilweise erkennbar. So findet man im Dorf noch einige Arbeiterhäuser, das ehemalige auch denkmalgeschützte alte Schulgebäude mit Anbau (einen Schulmeister gab es in Bodendorf schon ab 1711), die ehemalige Schmiede, alte Scheunen und immer wieder alte Mauereinfassungen.

## Gut Bodendorf
Im örtlichen Denkmalverzeichnis ist das Rittergut Bodendorf (Adresse: Lindenstraße 3, 4) unter der Erfassungsnummer 094 84945 als Baudenkmal verzeichnet.

### Schloss

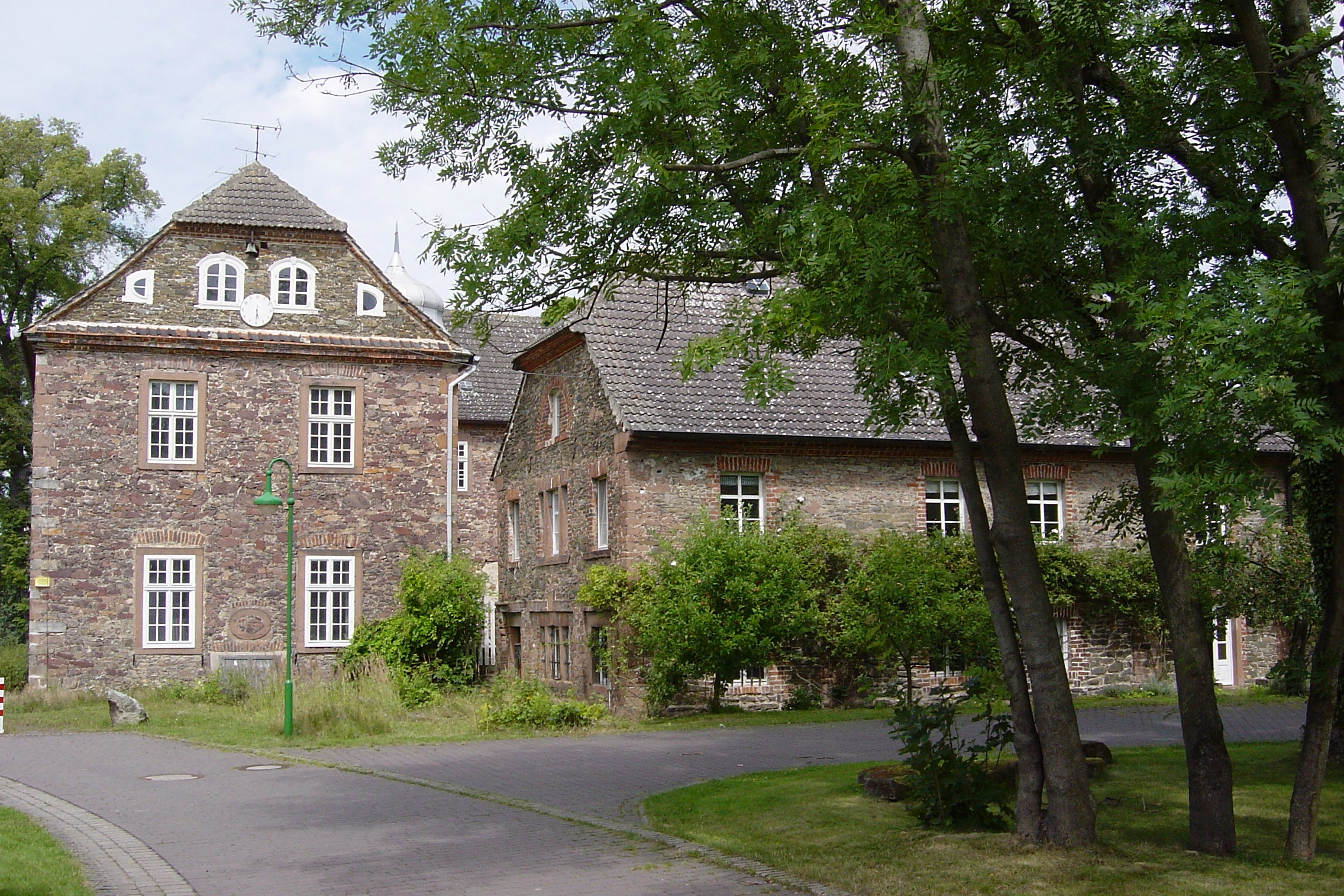
Schloss Bodendorf

Der zweigeschossige, barocke Rechtecksbau aus rötlichem Bruchstein wurde Ende des 17. Jahrhunderts von Daniel Ludolf von der Schulenburg erbaut, der ihn 1709 in Verlängerung der Längsfront um eine Kapelle ergänzte. 1817 wurde auf der Parkseite ein klassizistischer Flügel, innen mit Wandpilastern und Girlandendekor in Stuck, angebaut. Ein östlich angefügter Treppenturm im Stil der Neurenaissance und des Neubarocks entstand zwischen 1910 und 1920.

### Kapelle

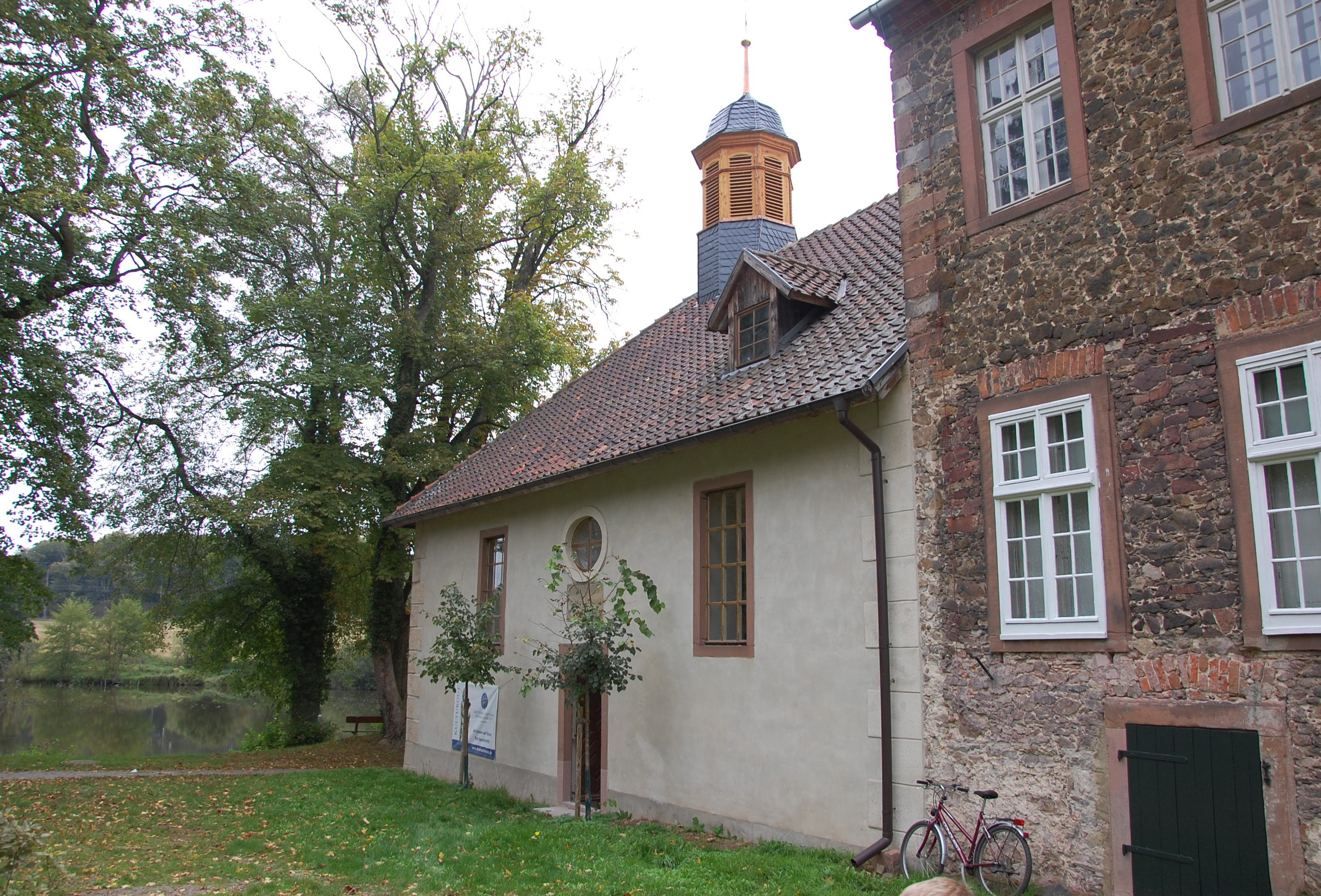
Schlosskapelle

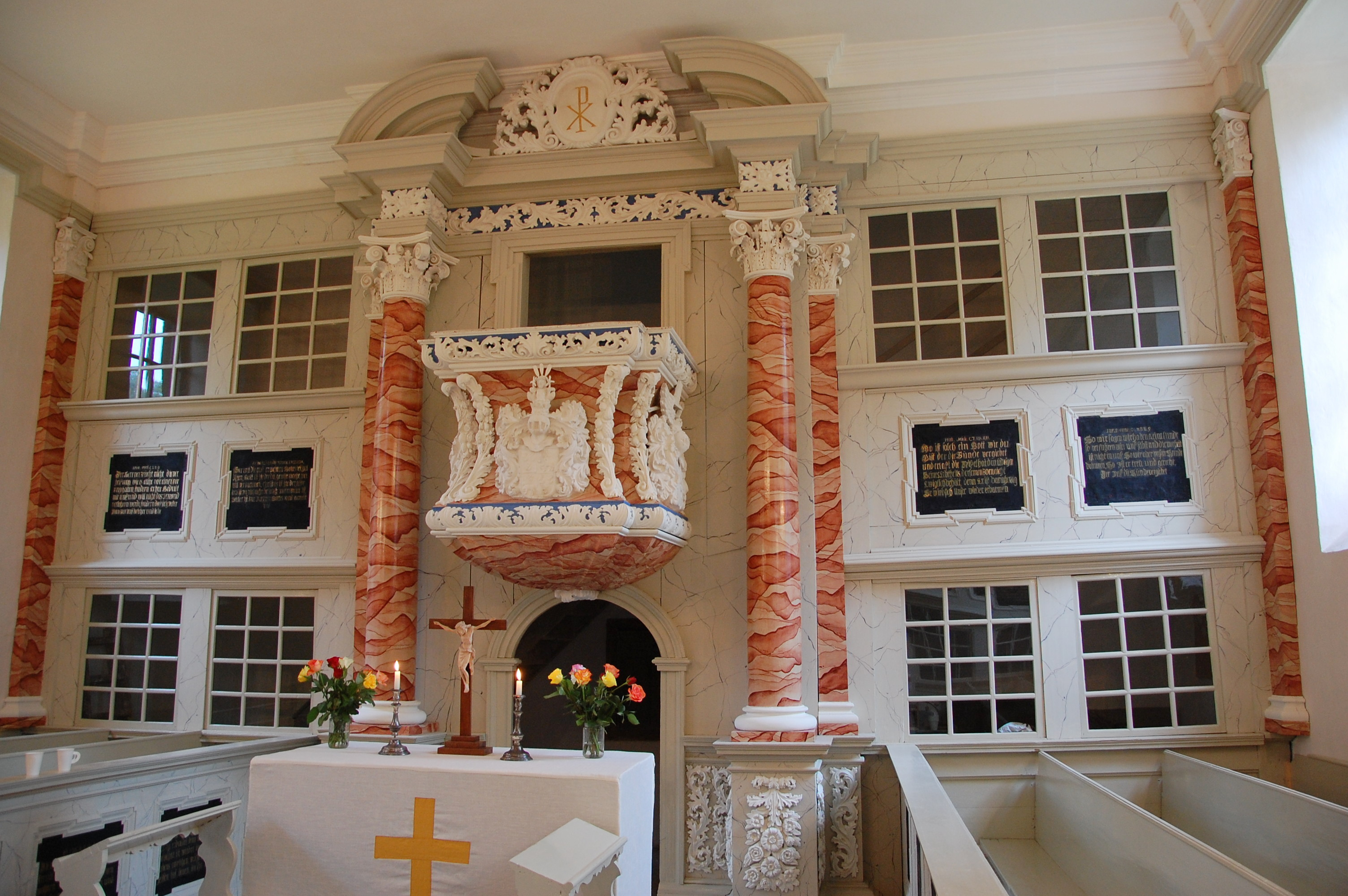
Inneres der Schlosskapelle

Westlich an das Haus angebaut ist die Kapelle von 1709. Im Jahre 1711 erfolgte ihre Einweihung. Statt des jetzigen viereckigen Dachreiters hatte die Kapelle einen Fachwerkturm mit Schweifdach. Über dem Eingang befindet sich die Stifterinschrift des Daniel Ludolf von der Schulenburg und der Johanna Susanna von Dieskau. Ihren heutigen Außenputz erhielt die Kapelle im Jahre 2008.
In ihrem Inneren befindet sich die originale barocke Ausstattung, insbesondere die Altarwand. Im Zentrum der Altarwand befindet sich ein konkav geschweifter, säulenflankierter Kanzelkorb mit den Wappenschildern des Daniel Ludolf von der Schulenburg, dem Erbauer der Kapelle, seiner ersten Ehefrau Dorothea Lucia geb. von Mandelsloh, die bereits im Jahr nach der Hochzeit verstarb, und seiner zweiten Ehefrau Johanna Susanna geb. von Dieskau, die er im Folgejahr (1697) heiratete. Gegenüber war früher eine entsprechend gegliederte zweigeschossige Wand mit dem Patronatsstuhl und einem direkten Zugang zum Schloss. „Innen wirkt sie mit ihren korinthischen Säulen, marmorierten Schnitzereien und Logen wie ein frommes Hoftheater,“ schrieb der Kunsthistoriker Udo von Alvensleben in seinem Buch „Besuche vor dem Untergang“ über die Bodendorfer Kapelle. Nach Osten richtet sich ein 1903 gestiftetes Buntglasfenster mit Wappen des 1902 in Bodendorf verstorbenen Graf Leopold Matthias Alexander Jakob von der Schulenburg und seiner Ehefrau Marie geb. von Hymmen (1821–1900).
2002 wurde der „Förderverein Bodendorfer Kapelle e. V.“ gegründet, der sich für den Erhalt und die Restaurierung der Kapelle einsetzt.

### Küchenhaus
Östlich vom Schloss liegt das ehemalige Küchenhaus von 1815, das durch einen unterirdischen Gang mit dem Haupthaus verbunden ist. Hier findet man die Jahreszahl 1815 und den Namen des Erbauers, Leopold Graf und Ritter v. d. Schulenburg, dem damaligen Besitzer des Gutes Bodendorf.

### Gartenpavillon
Eine Parkanlage hinter dem Schloss erstreckte sich ursprünglich mit Schloss- und Mühlenteich bis in die „Bodendorfer Schweiz“. In früheren Zeiten befand sich hier ein Wasserfall und eine „romantische“ Brücke aus der Biedermeierzeit. In die Parkmauer gebaut ist ein achteckiger Gartenpavillon mit offenem Dachstuhl, Laterne und bunten Glasfenstern, datiert 1826. Zum Teich öffnet sich eine Terrasse mit biedermeierlichem Geländer.

### Taubenhaus

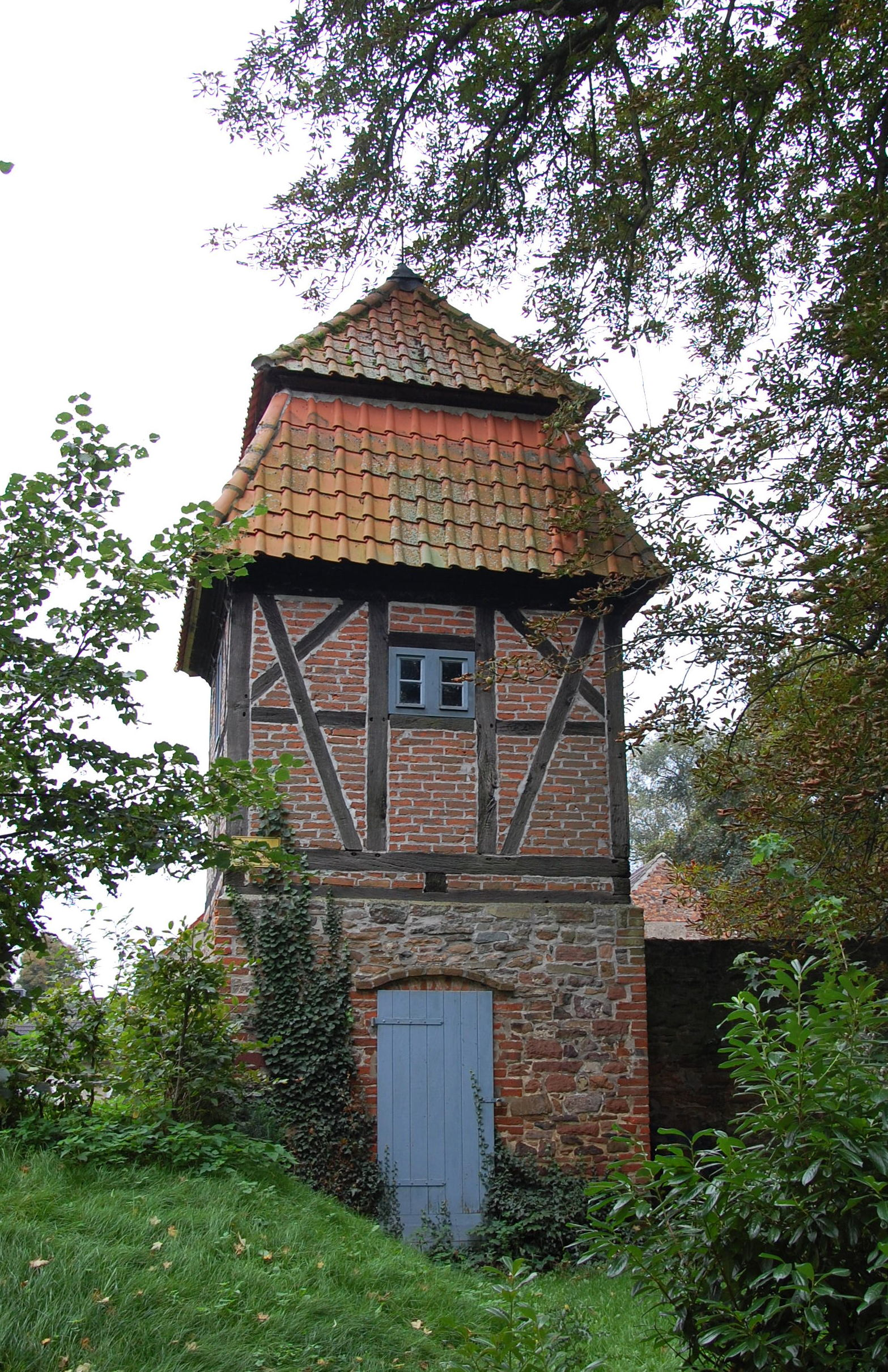
Taubenhaus

Vor dem Schloss an der nach Westen verlaufenden Gutsmauer steht das quadratische Taubenhaus aus Feldsteinsockel, Fachwerkoberstock und Mansardenwalmdach von 1777.

### Pforte und Pferdestall
An der Westecke der ehemaligen Gutsanlage findet man eine halbrunde zinnenbekrönte Mauer mit Pforte und dem Schulenburgischem Wappen. Von dort blickt man auf den ehemaligen Pferdestall.

### Gärtnerei
Die ehemalige Gärtnerei befindet sich auf der Ostseite der Gutsanlage. Auf dem alten Stich von 1840 ist das Gebäude gut erkennbar (links an der Parkmauer zu sehen). Auch zu DDR-Zeiten befand sich dort eine Gärtnerei. Unter dem Putz versteckt sich immer noch das sehr alte Fachwerkgebäude.